# Det udvidede tekstbegreb
Det udvidede tekstbegreb er et tekstvidenskabeligt og danskdidaktisk begreb, der slår fast, at danskfagets tekster ikke kun er litterære tekster, men at også film, musikvideoer, tv-serier er relevante teksttyper at studere i undervisningsmæssige og akademiske sammenhænge. Begrebet blev udviklet i 1960'erne inden for litteratur- og sprogvidenskaben. I gymnasiet blev begrebet formelt introduceret med en bekendtgørelse fra 1971. Den faglige inspiration til begrebet kom fra strukturalismen og semiotikken, der så/ser alle kulturelle udtryksformer som en for tekster.